# Klangkarussell
Klangkarussell est un duo de DJ's autrichiens de musique électronique/dance fondé à Salzbourg (Autriche) en 2011, composé des DJ's Tobias Rieser et Adrian Held.

## Biographie
Tobias Rieser a d'abord été actif sous le nom de Klangkarussell lors de sa carrière solo. A contrario, Adrian Held produisait de la musique électronique sous son nom d'artiste Herald and I, qui est une anagramme pour son nom civil. Au cours de l'année 2011, ces deux artistes s'associent et forme le duo "Heldenklang" et produisent ainsi leurs premières chansons. Afin d'éviter toute confusion qui pourrait se cacher sous ce nouveau nom qui s'est fait vite connaître,  ils décidèrent, par la suite, de produire et publier ensemble sous le nom de Klangkarussell,,.
Klangkarussell s'est fait connaître grâce à leur musique instrumentale Sonnentanz. Elle fut publiée en automne 2011 sur la plateforme de musique SoundCloud et ensuite "bloguée" en février 2012 sur les magazine online de musiques: delicieuse-musique.com et trndmusik.de. À partir de cet instant, Sonnentanz apparaîtra en août 2012 dans les classements musicaux des pays germanophones,. Par la suite, la chanson sera commercialisée au format CD dès le 14 septembre 2012 et atteindra ainsi le Top 5 en Autriche, Allemagne, Suisse et Belgique. Dans un second temps, elle sera publiée dans divers pays européens et sera même, aux Pays-Bas, n°1 aux classements. Au début du mois de mai 2013, la vidéo de Sonnentanz a été consultée plus de 17 millions de fois sur YouTube.
Le duo connaît de nouveau le succès à la rentrée 2013 avec un remix pour leur ami de Salzbourg : Max Manie et son titre Sunday sorti sur le label Crosswalk.

## Discographie

### Singles
| Année | Titre                        | Classements | Classements | Classements | Classements | Classements | Classements | Classements | Classements | Classements | Classements | Album    |
| Année | Titre                        | DE          | AT          | CH          | BE-Nl       | BE-Fr       | NL          | FR          | DK          | UK          | IRL         | Album    |
| ----- | ---------------------------- | ----------- | ----------- | ----------- | ----------- | ----------- | ----------- | ----------- | ----------- | ----------- | ----------- | -------- |
| 2012  | Sonnentanz                   | 4           | 3           | 3           | 3           | 7           | 1           | 22          | 31          | —           | —           | Netzwerk |
| 2013  | Sonnentanz (Sun Don't Shine) | —           | —           | —           | —           | —           | —           | —           | —           | 3           | 18          | Netzwerk |
| 2014  | Netzwerk (Falls Like Rain)   | 17          | 7           | 13          | 17          | 43          | —           | 190         | —           | 83          | 96          | Netzwerk |
| 2014  | Symmetry                     | —           | —           | —           | —           | —           | —           | —           | —           | —           | —           | Netzwerk |
| 2016  | Hey Maria                    | —           | —           | —           | —           | —           | —           | —           | —           | —           | —           | NC       |
| 2017  | Time                         | —           | —           | —           | —           | —           | —           | —           | —           | —           | —           | NC       |

### Remixes
- 2013 : Max Manie - Sunday (Klangkarussell Remix)
- 2013 : Laura Mvula - Sing To The Moon (Klangkarussell Remix)
- 2014 : Lane 8 featuring Patrick Baker - The One (Klangkarussell Remix)
- 2014 : Adam Freeland - We Want Your Soul (Klangkarussell Remix)
- 2014 : Lykke Li - No Rest For The Wicked (Klangkarussell Remix)
- 2016 : Stelartronic & Anduze - When I Find My Love (Klangkarussell Remix)
- 2016 : Simina Grigoriu - Ninja Princess (Klangkarussell Remix)
- 2017 : Halsey - Bad At Love (Klangkarussell Remix)
- 2018 : Camo & Krooked featuring ROBB - Slow Down (Klangkarussell Remix)
- 2018 : Lost Frequencies featuring James Blunt - Melody (Klangkarussell Remix)

## Distinction
Amadeus Austrian Music Award
- 2013: chanson de l'année: Klangkarussell – Sonnentanz